# 상당군
상당군(上黨郡)은 중국의 옛 행정구역으로, 전국 시대부터 당나라까지 존속한 군이자 산서성의 지급시인 창즈시의 전신이다.

## 전국 시대
진나라의 상당군의 영역은 기존 삼진에 흩어져 있었다. 상당군이란 이름 자체는 한나라에 있는 것을 확인할 수 있다. 그러나 조 무령왕은 자국의 국경지대에 상당이 있다고 말했으며, 이후 상당군의 속현이 되는 둔류(屯留)는 조나라와 한나라의 분쟁지역이었다. 조나라 숙후가 이곳으로 진나라 임금을 옮기기도 했고, 한나라에서 이곳과 역시 상당군의 속현 열씨(涅氏)현으로 보이는 열(涅)을 뺏기도 했다. 《전국책》에서는 조나라의 상당군에는 24현, 한나라의 상당군에는 17현이 있었다고 한다. 한나라의 상당군은 기원전 262년 한나라가 진나라에 야왕(野王)을 뺏기면서 본국과의 연결이 위태해지자 상당수 풍정(馮亭)의 판단으로 조나라에 넘겨졌다. 이후 진나라와 조나라는 상당군을 두고 다투었고 기원전 260년 장평 전투에서 조나라가 대패하면서 진나라에 넘어갔다. 기원전 257년, 한나라가 상당군을 수복했고, 기원전 247년 진나라가 다시 손에 넣었다. 조나라의 상당군은 기원전 236년 진나라가 조나라를 공격하면서 진나라에 정복되었다.

## 진
진나라 통일 당시의 36군 중 하나로, 치소는 장자현이다. 현재까지 문헌자료와 유물로 밝혀낸 속현들의 목록은 다음과 같다. 이외에 마비백(馬非百, 1896 ~ ?)은 요양(轑陽)·연여(閼與) 두 현이 있었을 것으로 추측했으나, 후효영은 이를 믿을 수 없다고 보았다.
| 현명 | 한자 | 대략적 위치                | 비고 |
| ---- | ---- | -------------------------- | --- |
| 장자 | 長子 | 산시성 장쯔현 남서         | 허난성 신정시의 정한고성(鄭韓故城)에서 출토된 한나라 “장자과”(長子戈) 등 원래는 한나라 땅이었으나 조성후 5년(기원전 370년) 조나라에 넘어감 |
| 둔류 | 屯留 | 산시성 툰류현 남           | 진나라 봉니 “둔류”(屯留) 등 |
| 동제 | 銅鞮 | 산시성 친현 남             | 전세 조나라 병기 “동제우고”(銅鞮右庫)과 명문에 “동제우고”(同鞮右庫) 등                                                                     |
| 양원 | 襄垣 | 산시성 샹위안현 북서       | 전한 장가산한간 《질률》 “양원”(襄垣)현 |
| 노   | 潞   | 산시성 루청시 북동         | 전국 한나라 방족소포 “노(露)”, 장가산한간 질률 “노(潞)”                                                                                    |
| 여오 | 余吾 | 산시성 툰류현 북서         | 전국 조나라 구멍이 셋 있는 포 “여망”(余亡)포                                                                                               |
| 단씨 | 端氏 | 산시성 친수이현 동         | 전한 장가산한간 《질률》 “단씨”(端氏)현 |
| 의씨 | 陭氏 | 산시성 안쩌현              | 허베이성 정딩현에서 출토된 전국 진나라 병기 “의씨사?”(陭氏師□)과, 장가산한간 《질률》 “아씨”(阿氏)현                                       |
| 현씨 | 泫氏 | 산시성 가오핑시            | 《수경·심수주》에 인용된 《죽서기년》에 “진열공 원년(기원전 415년), 조헌자가 현씨에 성을 쌓았다” 등                                        |
| 고도 | 高都 | 산시성 진청시 북 가오두 진 | 전세 전국 위나라 병기 “입구년고도령”(廿九年高都令)검 명문에 “고도”(高都) 등                                                                |
| 열씨 | 涅氏 | 산시성 우샹현 서           | 장가산한간 《질률》 “열”(涅)현 |
| 호관 | 壺關 | 산시성 루청현 서           | 장가산한간 《질률》 “호관”(壺關)현 |
| 섭   | 涉   | 허베이성 서현              | 전세 전국 만기 진나라 병기 “섭”(涉)과 명문에 “섭”(涉) 등                                                                                   |

## 전한
무제가 13주를 설치하면서 병주자사부에 속했다. 상당관(上黨關)·호구관(壺口關)·석형관(石硏關)·천정관(天井關)이 있다. 원시 2년(2년)의 인구조사에 따르면 7만 3798호, 33만 7766명을 관할했다. 영역은 현대의 창즈시와 진청시·린펀시·진중시의 일부에 걸쳐 있었다. 아래의 속현 목록은 한서 지리지를 따른 것으로 원연·수화 지간(기원전 8년)의 현황으로 여겨지며, 총 14현을 관할했다.
| 현명   | 한자   | 대략적 위치           | 비고 |
| ------ | ------ | --------------------- | --- |
| 장자현 | 長子縣 | 창즈시 장쯔현 약간 서 | 군 치소가 있었다. 주나라의 사(史) 신갑(辛甲)의 봉지다. 녹곡산(鹿谷山)에서 탁수(濁水)가 나와 동으로 업에 이르러 청장(淸漳)으로 들어간다.                                                                           |
| 둔류현 | 屯留縣 | 창즈시 툰류현 남      | 상흠(桑欽)에 따르면 강수(絳水)가 남서에서 나와서 동으로 바다에 들어간단다. |
| 여오현 | 余吾縣 | 창즈시 툰류현 북서    | |
| 동제현 | 銅鞮縣 | 창즈시 친현 남        | 상사정(上虒亭), 하사취(下虒聚)가 있다. |
| 점현   | 沾縣   | 진중시 시양현 남서    | 대맹곡(大黽谷)에서 청장수(淸漳水)가 나와 북동으로 읍성(邑成)에 이르러 대하(大河)로 들어가니, 상당·위·광평·거록·신도·하간 6군을 지나 1680리를 가니 기주천(冀州川)이다. 응소에 따르면 점수(沾水)는 호관에서 나온다. |
| 열현   | 涅縣   | 창즈시 우샹현 북서    | |
| 양원현 | 襄垣縣 | 창즈시 샹위안현 북    | |
| 호관현 | 壺關縣 | 창즈시 북             | 양장판(羊腸版)이 있다. 점수가 동으로 조가에 이르러 기수(淇水)로 들어간다. 응소에 따르면 이 현의 여정(黎亭)은 옛 여후국(黎侯國)이다.                                                                               |
| 현씨현 | 泫氏縣 | 진청시 가오핑시       | 양곡(楊谷)에서 절수(絶水)가 나와 남으로 야왕에 이르러 심수(沁水)로 들어간다. |
| 고도현 | 高都縣 | 진청시                | 완곡(莞谷)에서 단수(丹水)가 나와 남동으로 현수(泫水)로 들어간다. 천정관(天井關)이 있다. |
| 노현   | 潞縣   | 창즈시 루청시 북동    | 옛 노자국(潞子國)이었다. |
| 의씨현 | 陭氏縣 | 린펀시 안쩌현 남      | |
| 양아현 | 陽阿縣 | 진청시 양청현 북서    | |
| 곡원현 | 穀遠縣 | 창즈시 친위안현       | 양두산(羊頭山) 세미곡(世靡谷)에서 심수(沁水)가 나와 남동으로 형양(滎陽)에 이르러 하수로 들어가니, 상당·하내·하남 3군을 지나 970리를 간다.                                                                         |

## 후한
낙양으로부터 북으로 1,500리거리에 있다. 13성 26,222호 127,403명을 거느렸다.
215년(건안 20년) 군의 일부에서 낙평군을 신설했다.
| 현명     | 한자     | 비고                                  |
| -------- | -------- | ------------------------------------- |
| 장자현   | 長子縣   |                                       |
| 둔류현   | 屯留縣   |                                       |
| 동제현   | 銅鞮縣   |                                       |
| 점현     | 沾縣     |                                       |
| 열현     | 涅縣     |                                       |
| 양원현   | 襄垣縣   |                                       |
| 호관현   | 壺關縣   | 여정(黎亭)이 있다. 옛 여국(黎國)이다. |
| 현씨현   | 泫氏縣   | 장평정(長平亭)이 있다.                |
| 고도현   | 高都縣   |                                       |
| 노현     | 潞縣     |                                       |
| 의씨현   | 猗氏縣   |                                       |
| 양아후국 | 陽阿候國 | 서진대 폐지되었다.                    |
| 곡원현   | 穀遠縣   |                                       |

| 분리이전 | 분리이전                                                                                         | 분리이후 | 분리이후                                                                                         |
| -------- | ------------------------------------------------------------------------------------------------ | -------- | ------------------------------------------------------------------------------------------------ |
| 상당군   | 장자현, 둔류현, 동제현, 열현, 양원현, 호관현, 현씨현, 고도현, 노현, 의씨현, 양아현, 곡원현       | 상당군   | 장자현, 둔류현, 동제현, 열현, 양원현, 호관현, 현씨현, 고도현, 노현, 의씨현, 양아현, 곡원현       |
| 상당군   | 점현                                                                                             | 낙평군   | 점현, 상애현, 낙평현                                                                             |
| 상산군   | 상애현, 낙평현                                                                                   | 낙평군   | 점현, 상애현, 낙평현                                                                             |
| 상산군   | 고읍현, 구문현, 난성현, 남행당현, 도향현, 방자현, 영수현, 원씨현, 정형현, 진정현, 평극현, 포오현 | 상산군   | 고읍현, 구문현, 난성현, 남행당현, 도향현, 방자현, 영수현, 원씨현, 정형현, 진정현, 평극현, 포오현 |

## 서진
294년(진 혜제 원강 4년) 5월 흉노인 학산(郝散)이 반란을 일으켜 상당을 공격하고 장리르 살해하는 일이 벌어졌다. 그러나 3개월만에 그가 항복하며 반란은 종결되었고, 항복한 학산은 풍익도위에게 살해당했다.서진대 상당군은 10현 13,000호를 거느렸다. 304년(진 혜제 영흥 원년), 한왕을 자칭한 유연이 동영공 사마등이 보낸 섭현의 군사를 처리한 뒤 상당군의 군현들을 침공하면서 한나라의 땅으로 편입되었다.
| 현명   | 한자   | 비고 |
| ------ | ------ | --- |
| 노현   | 潞縣   | |
| 둔류현 | 屯留縣 | 304년 섭현을 격파한 유연이 건무장군 유요를 보내 본현을 점령했다. |
| 호관현 | 壺關縣 | 307년, 이석이 기근에 허덕이자 유연은 호관현 남쪽에 있는 여정(黎亭)에 일시적으로 수도를 두었다. 그리고 동년에 유연이 호관을 포위했을 때, 서진에서 회남내사(淮南内史) 왕광(王曠),안풍태수(安豊太守) 위건(衛乾)을 보내 한군을 토벌시키려 했으나 고도, 장평사이에서 왕미의 군에게 참패했다. |
| 장자현 | 長子縣 | 304년 섭현을 격파한 유연이 건무장군 유요를 보내 본현을 점령했다. |
| 현씨현 | 泫氏縣 | 304년 섭현을 격파한 유연이 건무장군 유요를 보내 본현을 점령했다. |
| 고도현 | 高都縣 | 307년 왕미가 장평(長平)과 본현사이에서 사마월이 보낸 서진군을 대파했다. |
| 동제현 | 銅鞮縣 | |
| 열현   | 涅縣   | |
| 양원현 | 襄垣縣 | 528년(건의 원년)에 향군으로 소속이 이관되었다. |
| 무향현 | 武鄕縣 | 현재의 창즈 시 우샹현이다. 후조를 세운 석륵이 태어난 곳이다. |

## 남북조

### 남조
상당군 자체는 폐지되었고 374년(영강 4년), 현재 안후이성 우후 시일대에 상당군의 유민들이 정착하자 그 지역에 상당현을 설치하고 회남지역에 신설된 회양군의 영현이 되었다.

### 북조
기존의 상당군을 그대로 유지했다.

#### 북위
396년(황시 원년)상당지역을 안정시키고 태평진군연간에 호관현을 치소로 삼았다. 백마사(白馬祠), 류공사(劉公祠), 상당관(上黨關), 석정관(石井關), 천정관(天井關)이 있다. 5현 25,937호 104,475명을 거느렸다.
| 현명   | 한자   | 비고 |
| ------ | ------ | --- |
| 둔류현 | 屯留縣 | |
| 장자현 | 長子縣 | |
| 호관현 | 壺關縣 | |
| 기씨현 | 寄氏縣 | |
| 악양현 | 樂陽縣 | 보태연간에 장자현과 기씨현의 일부를 분리신설했다. 망천령(望天嶺)이 있는데, 그곳에서 강수(絳水)가 나온다. 요임금의 사당이 있다. |

## 군수·태수

### 조
- 풍정(馮亭, ? ~ 기원전 262년): 본래 한나라의 상당수였다가 조나라에 항복하였고, 장평 대전 때 패사하였다.

### 전한
- 임오(기원전 206년 ~ 기원전 187년)
- 공손융노(? ~ 기원전 121년)[27]
- 이차(李哆, 기원전 101년 ~ ?)[28]
- 구간(茍諫, 평제 시기)[29]
- 조흥(趙興, 평제 시기): 구간의 후임이다.[29]